# Beugró a Paradicsomba
A Beugró a Paradicsomba (eredeti cím: Ticket to Paradise) 2022-ben bemutatott romantikus filmvígjáték, amelynek rendezője és forgatókönyvírója Ol Parker. A főbb szerepekben George Clooney és Julia Roberts látható, akik a film producerei is voltak.
Világpremierje 2022. szeptember 8-án volt Spanyolországban, az Egyesült Királyságban szeptember 20-án, míg az Amerikai Egyesült Államokban október 21-én mutatták be a Universal Pictures és a Working Title Films forgalmazásában. Általánosságban vegyes véleményeket kapott a kritikusoktól, és 168 millió dolláros bevételt hozott.

## Cselekmény
David és Georgia Cotton elvált házaspár, gyűlölik egymást, és megbánták 20 évvel ezelőtti, mindössze ötéves házasságukat. Lányuk, Lily nemrég végezte el a jogi egyetemet, és barátnőjével, Wren-nel Balira utazik nyaralni. Miközben a tengerparton sznorkeleznek, a kirándulóhajó otthagyja őket, így a fiatal balinéz hínártermesztő Gede veszi fel őket. Lily és Gede azonnal egymásra találnak, és egy romantikus éjszakát töltenek együtt.
Egy hónappal később Lily e-mailben közli szüleivel, Daviddel és Georgiával, hogy ő és Gede összeházasodnak, és örökre Balin maradnak, feladva jogi karrierjét, mielőtt az elkezdődne. David és Georgia fegyverszünetet kötnek. Követik lányukat az indonéz szigetre, hogy meggyőzzék, ne cselekedjen meggondolatlanul, és megmentsék őt attól, amit 25 évvel korábban ők is elkövettek. A Balira tartó járaton a pilótájáról kiderül, hogy Paul, Georgia barátja, aki néhány nappal később, több repülés után pilótaként szeretne Balira menni.
David és Georgia látszólag nyilvánosan áldását adja Lilyre és Gede-re, de titokban trójai faló stratégiát terveznek, hogy szabotálják az esküvőt A tervük része, hogy ellopják a pár jegygyűrűit, ami miatt a szertartást néhány nappal el kell halasztani. Gede azonnal gyanút fog David és Georgia felett, de eltitkolja gyanúját Lily elől, nehogy tönkretegye a lány és a szülei közötti kapcsolatot.
Miközben tervüket végrehajtják, David és Georgia újra közelebb kerülnek egymáshoz. Megismerik Gede-t és nagy családját is, és látják, hogy jól gondoskodik Lilyről. Paul felbukkan, és házassági ajánlattal lepi meg Georgiát, amit először egy kígyómarás szakít félbe a Tanah Lot templomban, majd amikor később megismétlik a lánykérést, egy véletlen fejbeverés akadályozza meg azt.
Amikor Lily megtalálja az ellopott gyűrűket, követeli szüleitől, hogy járuljanak hozzá az esküvőhöz, és adják áldásukat, különben hazarepülnek. Szembe száll Gede-vel is, aki ugyanakkor bevallja Davidnek és Georgiának; gyanúja szerint ellopták a gyűrűket. David és Georgia belátják, örökre elveszítik Lilyt, ha nem támogatják a lány döntését, ezért felajánlják segítségüket.
Az esküvő a balinéz szokások szerint zajlik. Miközben a pár arra készül, hogy egy pandanlevelekből készült szőnyegen átdöfjön egy tőrt, hogy összekössék az életüket, Gede félbeszakítja a szertartást, hogy megkérje Davidot és Georgiát, ezúttal őszintén adják áldásukat. Elmondja, hogy nem végzik el a szertartást, hacsak nem egyeznek bele. David feláll, és elmagyarázza, hogy a pár megkapta tőlük, mint szülőktől az áldást, de valójában nincs rá szüksége. Ha ő és Georgia a saját kritizálóikra (David barátai, illetve Georgia szülei) hallgattak volna, akkor soha nem született volna meg Lily. Bár a házasságuk kudarcot vallott, mindketten boldogabbak a Lilyvel való világban. Lily és Gede meghatódnak, véglegesítik a szertartást és összeházasodnak.
Az esküvő utáni reggelen Georgia közli Paullal, nem mehet hozzá, és véget vetnek a kapcsolatuknak. David és Georgia ismét eljátsszák a romantikát, és egyszer még csókolóznak is, mielőtt újra szakítanának, majd jót nevetnek rajta. David, Georgia és Wren könnyes búcsút vesznek Lilytől, és hajóra szállnak, hogy távozzanak. David és Georgia ismét elgondolkodnak a romantikus kilátásaikon, hangosan vitatkoznak arról, hogy vajon túl öregek-e már ahhoz, hogy újra fiatalnak érezzék magukat, és hogy mikor térhetnek vissza Balira. Minden további nélkül mindketten úgy döntenek, maradnak; leugranak a hajóról, és visszamennek a kikötőbe.

## Szereplők

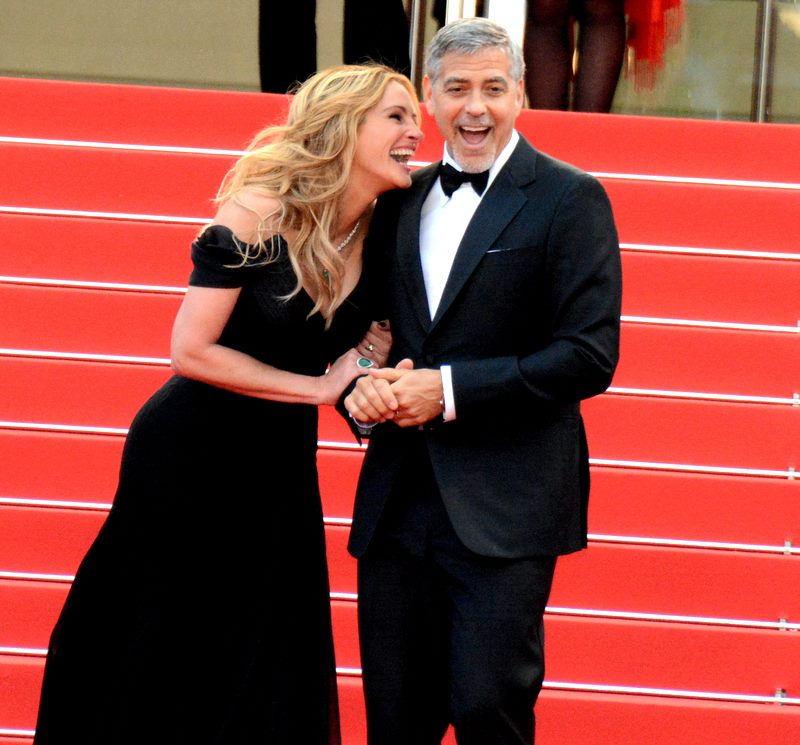
George Clooney és Julia Roberts (a képen 2016-ban) egy elvált párt alakítanak a Beugró a Paradicsomba című filmben

| Szerep      | Színész         | Magyar hang          |
| ----------- | --------------- | -------------------- |
| David       | George Clooney  | Szabó Sipos Barnabás |
| Georgia     | Julia Roberts   | Tóth Enikő           |
| Lily Cotton | Kaitlyn Dever   | Rudolf Szonja        |
| Wren Butler | Billie Lourd    | Antóci Dorottya      |
| Gede        | Maxime Bouttier | Jéger Zsombor        |
| Paul        | Lucas Bravo     | Szatory Dávid        |

### Magyar változat
- Főcím: Nagy Sándor
- Magyar szöveg: Speier Dávid
- Felvevő hangmérnök: Csomár Zoltán
- Vágó: Kajdácsi Brigitta
- Gyártásvezető: Cabello-Colini Borbála
- Szinkronrendező: Tabák Kata
- Produkciós vezető: Hagen Péter

A szinkront a Mafilm Audio Kft. készítette

## Fogadtatás

### Bevételi adatok
A film 68,3 millió dolláros bevételt hozott az Amerikai Egyesült Államokban és Kanadában, 100,3 millió dollárt más területeken, ami világszerte 168,6 millió dolláros összbevételt jelentett.
Az Egyesült Államokban és Kanadában a Beugró a Paradicsomba a Black Adam című filmmel együtt került a mozikba, és a nyitóhétvégén 3500 moziban 12-15 millió dolláros bevételt reméltek. A film 16,5 millió dollárral debütált, és a második helyen végzett a Black Adam mögött, az apró túlteljesítést az idősebb nők felé való irányultságnak köszönhető, miközben a Black Adam (és A Halloween véget ér) jobban inkább a fiatal férfiaknak kedvezett. A film hét egymást követő héten keresztül a top 10-ben maradt a kasszasikerlistán.
Az amerikai bemutatót megelőzően hét országban mutatták be a filmet, Spanyolországban 800 ezer dollárt, Brazíliában pedig 700 ezer dollárt hozott a szeptember 9-11-i nyitóhétvégén.

### Kritikai visszhang
A Rotten Tomatoes weboldalon 57%-os értékelést kapott 226 kritika alapján, az átlagértékelése 5,6 pont a 10-ből. Az oldal szöveges összefoglalója szerint: „A Beugró a Paradicsomba nem biztos, hogy elküldi a nézőket az ígéret földjére, de a két megawattos sztár találkozása még mindig kellemesen habos szórakozás.” A Metacritic oldalán 100-ból 50 pontot kapott (47 kritika alapján), ami „vegyes vagy átlagos” értékelést jelent. A CinemaScore által megkérdezett közönség átlagosan „A-” osztályzatot adott a filmnek egy A+-tól F-ig terjedő skálán.